# ペガ・ペガ
『ペガ・ペガ』（ポルトガル語：Pega Pega）は、ブラジルのテレネベラ（テレビ番組）である。